# Дартмур
Дартмур (на английски: Dartmoor) е възвишение в югозападната част на Англия, разположено на полуостров Корнуол. Представлява съвкупност от ниски и плоски масиви, изградени основно от гранити. Максимална височина връх Хай Уилхейс 621 m. Площ около 650 km². От него във всички посоки водят началото си къси реки, вливащи се в протока Ла Манш (Тин, Дарт и др.) и Атлантическия океан. Има малки находища на желязна руда, калай, цинк и каолин. Почти повсеместно възвишението е заето от мачурища, торфища и тресавища и тук-таме се срещат малки горски участъци. Изцяло попада в националния парк „Дартмур“, който е с площ от 954 km².